# Elytraria imbricata
Elytraria imbricata là một loài thực vật có hoa trong họ Ô rô. Loài này được Martin Henrichsen Vahl mô tả khoa học đầu tiên năm 1796 dưới danh pháp Justicia imbricata. Năm 1805, Christiaan Hendrik Persoon chuyển nó sang chi Elytraria.

## Phân bố
Bản địa nhiệt đới châu Mỹ. Du nhập vào Galápagos, Madagascar, Philippines và Việt Nam. Tên tiếng Việt gọi là sí dạng.